# Anaerobutyricum soehngenii
Anaerobutyricum soehngenii es una especie de bacteria grampositiva del género Anaerobutyricum. Fue descrita en el año 2018. Su etimología hace referencia al microbiólogo holandés Nicolaas L. Soehngen. Es anaerobia estricta e inmóvil. Catalasa y oxidasa negativas. No puede fermentar el manitol, a diferencia de Anaerobutyricum hallii. Se ha aislado de heces de niños. Es una especie que se ha estudiado para su uso como probiótico en pacientes con síndrome metabólico y para la reducción del riesgo de diabetes de tipo 2. Sus estudios sobre toxicidad han demostrado ser seguros y sin efectos adversos.